# Berninches (kommunhuvudort)
Berninches är en kommunhuvudort i Spanien.   Den ligger i provinsen Provincia de Guadalajara och regionen Kastilien-La Mancha, i den centrala delen av landet, 80 km öster om huvudstaden Madrid. Berninches ligger 929 meter över havet och antalet invånare är 122.
Terrängen runt Berninches är platt åt nordväst, men åt sydost är den kuperad. Runt Berninches är det glesbefolkat, med 8 invånare per kvadratkilometer. Närmaste större samhälle är Sacedón, 11,5 km sydost om Berninches. Trakten runt Berninches består till största delen av jordbruksmark.